# Bernhard Zimmermann (Prälat)
Bernhard Zimmermann (* 23. Dezember 1880 in Bad Driburg; † 4. April 1969 in Bad Driburg) war ein deutscher römisch-katholischer Priester, Begründer eines Hilfswerks und eines Spätberufenenseminars.

## Leben
Bernhard Zimmermann besuchte von Ostern 1886 bis Ostern 1894 die Volksschule in Driburg, absolvierte eine Malerlehre und schloss eine Zusatzausbildung zum Kirchenmaler an. Im Jahr 1905 entschied er sich, das Abitur nachzuholen, um danach Theologie zu studieren und Priester zu werden. Mittellos und unter unsäglichen Schwierigkeiten musste er sich eine höhere Schulbildung erkämpfen. Sein Weg zum Abitur glich einer Odyssee: 
In den Jahren 1905/1906 besuchte er das Deutsche Don-Bosco-Institut St. Bonifacius in Penango/Piemont, kehrte von dort aber zurück, weil ihn die Unterrichtsqualität nicht befriedigte. Im Jahr 1907 besucht er eine Privatschule in Köln (an der allerdings mehrheitlich Gymnasiasten in einer Etagenwohnung unterrichteten, keine Fachlehrer), von Ostern 1908 bis Sommer 1910 eine Privatschule in Lage und Bad Meinberg. Dort machte man ihm Mut, sich zur Reifeprüfung als sogenannter externer Prüfling anzumelden, ohne ihn jedoch auf die genauen Prüfungsanforderungen vorbereitet zu haben. Die Reifeprüfung als Externer (am Gymnasium in Gelsenkirchen-Schalke) missglückte im Herbst 1910 und nahm ihm das Vertrauen in Privatschulen. Fortan versuchte er es mit Privatunterricht und war im Studienjahr 1910/1911 zeitgleich an der Universität Münster eingeschrieben in der philosophischen und naturwissenschaftlichen Fakultät. Eine weitere missglückte Reifeprüfung als Externer am Schillergymnasium Münster zu Ostern 1911 brachte ihn zu der Erkenntnis, dass er nur in der Oberprima eines Gymnasiums eine gezielte Vorbereitung auf die Reifeprüfung erhalten könne. Er bewarb sich bei 16 Gymnasien im Rheinland und Westfalen, erhielt 15 Absagen und lediglich vom Gymnasium Bottrop eine Zusage. Dort besuchte er 31-jährig (!) die Oberprima und bestand zu Ostern 1916 als externer Prüfling das humanistische Abitur am Gymnasium Dionysianum in Rheine. Zimmermanns Weg zum Abitur dokumentiert ein Stück deutscher Schulgeschichte Anfang des 20. Jahrhunderts.
Nach Theologiestudien in Paderborn und München wurde er 1916 in Paderborn zum Priester geweiht und als Vikar nach Allagen geschickt. Nach sechs Jahren in der Pfarrseelsorge gründete Zimmermann das Studienheim St. Klemens, das bis zu seinem Tod seine Lebensaufgabe blieb. Er starb fast erblindet am 4. April 1969 in Bad Driburg und wurde auf dem kleinen Hausfriedhof des Clementinum beigesetzt.

## Werk
1920 gründete Zimmermann  zunächst das Clemens-Hofbauer-Hilfswerk und eröffnete mit dessen Unterstützung am 3. Mai 1922 in einer ehemaligen Gastwirtschaft in Warstein-Belecke eine Schule, die junge Männer mit Berufsausbildung zum Abitur führen sollte, das Studienheim St. Klemens. Es handelt sich dabei um das erste Spätberufenenseminar sowie die erste Schule des Zweiten Bildungswegs im gesamten deutschen Sprachraum. Als Lehrer halfen ihm zunächst Geistliche der Nachbarschaft und pensionierte Lehrer. Die Einrichtung hatte so großen Zulauf, dass Zimmermann zum Ende 1922 von der Pfarrseelsorge freigestellt wurde, damit er sich als Rektor ganz seinem Studienheim widmen konnte. 1926 bestanden die ersten Schüler aus St. Klemens die Abiturprüfung. Die Einrichtung kam wegen ihrer Erfolge – mitten in der Inflationszeit – schon bald zu großem Ansehen und wurde 1932 dem Provinzialschulkollegium in Münster unterstellt. Das Lehrkollegium wurde systematisch durch qualifiziertes Lehrpersonal erweitert.
1927/1928 ließ Bernhard Zimmermann in seiner Heimatstadt Bad Driburg, wo man ihm günstig ein Grundstück zur Verfügung gestellt hatte, von Architekt Josef Ferber einen großen Schul- und Internatsneubau errichten. Auch dazu erhielt er weder staatliche Fördergelder noch diözesane Finanzmittel. Er baute sein Werk allein durch seinen persönlichen Einsatz aus. Zur Einwerbung von Spendengeldern für das Clemens-Hofbauer-Hilfswerk gab er eine Zeitschrift heraus und zog unermüdlich allsonntäglich predigend und sammelnd durch ganz Deutschland. Er besuchte von 1922 bis zum Sammelverbot durch die Nationalsozialisten im Jahr 1940 gut zweihundert Pfarrgemeinden und predigte teils in bis zu fünf Gottesdiensten an einem Sonntag. Die Belecker Einrichtung wurde noch bis zur Schließung Ende Juli 1934 auf Druck der Nationalsozialisten als Juvenat für die ersten Jahrgänge weitergeführt. Zum 1. April 1941 wurde auch die Driburger Einrichtung durch die Nationalsozialisten geschlossen und in eine Lehrerinnenbildungsanstalt umgewandelt. 
1946 mit voller staatlicher Anerkennung und mit Abiturgenehmigung als Gymnasium Clementinum wiedereröffnet, erlebte die Schule einen solchen Zulauf, dass ein großer Erweiterungsbau mit Schul-, Internats- und Kirchengebäude (1957) unumgänglich wurde. 1959 trat Bernhard Zimmermann 78-jährig vom Amt des Rektors zurück und übergab seine Gründung an die Bistümer Münster und Paderborn, die seither die Geschicke des Hilfswerks und der Schule leiten.

## Ehrungen und Auszeichnungen
- Am 26. September 1948 wurde Zimmermann von Erzbischof Lorenz Jaeger von Paderborn zum Geistlichen Rat ad honores ernannt.
- Am 26. September 1953 verlieh ihm Bad Driburg den Ehrenbürgerbrief.
- Am 5. Mai 1954 erhielt Zimmermann den Verdienstorden der Bundesrepublik Deutschland Erster Klasse.
- Papst Pius XII. ernannte ihn am 5. März 1956 zum Päpstlichen Geheimkämmerer.
- Papst Johannes XXIII. erneuerte diesen Titel am 7. März 1959 und ernannte ihn am 31. März 1962 zum Päpstlichen Hausprälaten.
- Die Stadt Bad Driburg benannte eine Straße in „Prälat-Zimmermann-Straße“ um.

## Schriften
- Klemens-Hofbauer-Hilfswerk. In: Josef Höfer, Karl Rahner (Hrsg.): Lexikon für Theologie und Kirche. Band 6. Freiburg 2. Auflage 1961, Sp. 333.